# Schloss Imbshausen

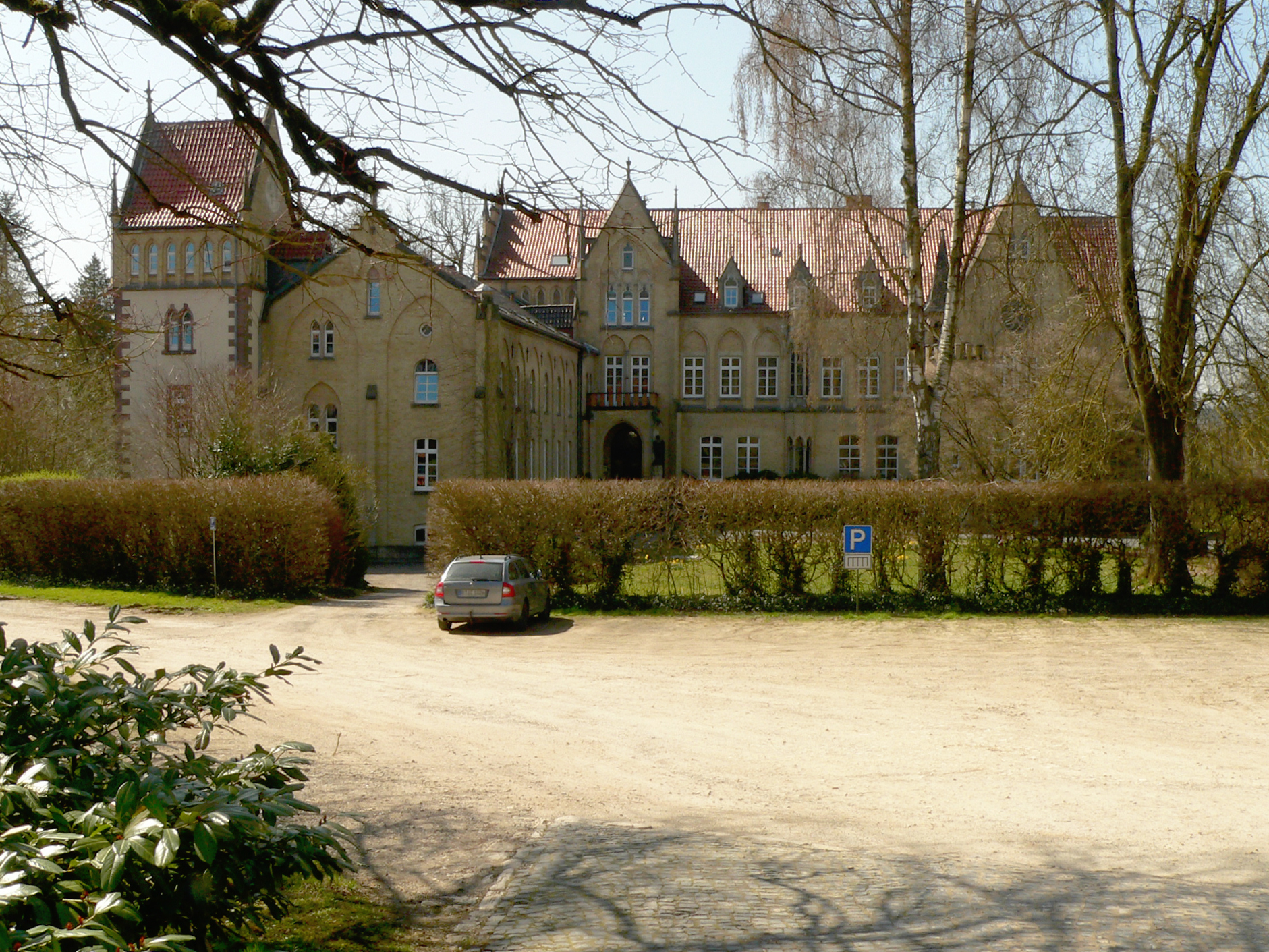
Schloss Imbshausen (2018)

Schloss Imbshausen ist ein im 19. Jahrhundert auf dem Gutshof der Familie von Stralenheim erbautes Schloss in Imbshausen in Niedersachsen, das unter Denkmalschutz steht.

## Beschreibung
Das Schloss wurde von 1862 bis 1864 von Freiherr Adolf von Stralenheim nach Plänen von Julius Rasch im Stil der Neugotik errichtet. Der Bau entstand auf den Grundmauern und dem Kellergewölbe eines Schlossbaus aus der zweiten Hälfte des 16. Jahrhunderts. Der Wassergraben des früheren Schlosses ist heute noch rudimentär erkennbar. Das Bauwerk aus dem 19. Jahrhundert gilt als erstes Schloss in der asymmetrischen Art der hannoverschen Bauschule. Es handelt sich um einen dreiteiligen Backsteinbau, bestehend aus einem Haupt- und einem  Nebenflügel sowie einem turmartigen Anbau. Die Fassade ist reichhaltig mit risalitartigen Vorbauten, dekorativem Maßwerk sowie spitzbogigen, geschossübergreifenden Blendnischen gegliedert.
Zum Schloss gehört ein etwa zwei Hektar großer Schlosspark mit altem Baumbestand.

## Geschichte

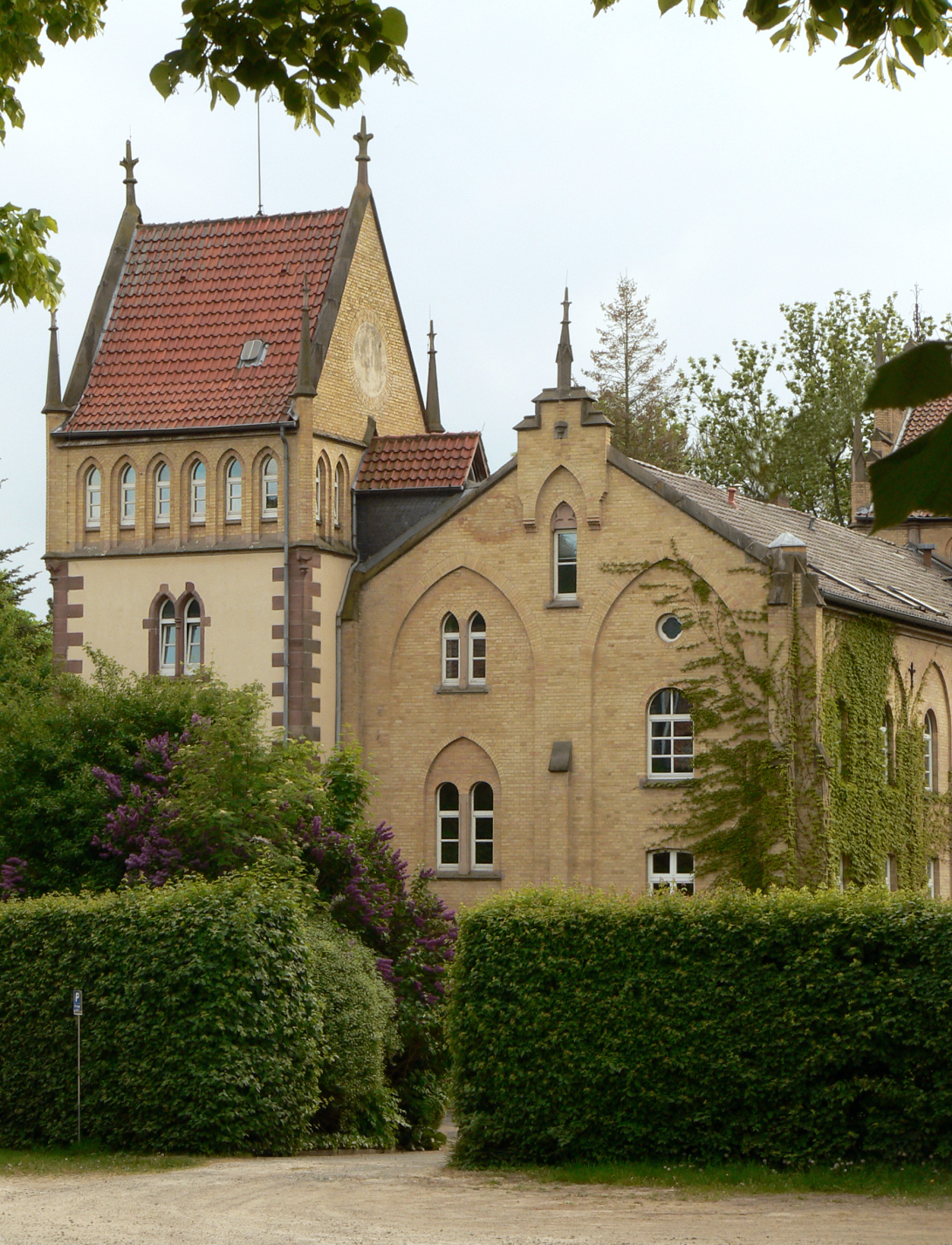
Der turmartige Anbau des Schlosses

Die Keimzelle des Ortes Imbshausen lag im Bereich des heutigen Gutshofs, auf dem das Schloss steht. Die Bebauung auf dem Gutsareal lässt sich bis in das 11. Jahrhundert zurückverfolgen. Schriftquellen zufolge stand dort ursprünglich eine befestigte Hofanlage des sächsischen Geschlechts der Immedinger. Um 1013 kam der Hof über Bischof Meinwerk an das Bistum Paderborn. Während des Mittelalters wechselte das Gut häufig den Besitzer. Um 1561 kam es an Sievert von Steinberg. Sein Nachfolger, Adrian von Steinberg, ließ auf dem Gut ein neues Schloss erbauen. 1750 kam das Gut, dessen Name früher Immundshusen war, durch Heirat an die Familie von Stralenheim.
Im Jahr 1919 übernahm Freiherr Henning von Stralenheim das Gut. Von 1945 bis 1948 war es Untersuchungs- und Forschungszentrum des Instituts für landwirtschaftliche Arbeitswissenschaft und Landtechnik in der Kaiser-Wilhelm-Gesellschaft; danach bis 1950 Teil der Max-Planck-Gesellschaft. Nach dem Zweiten Weltkrieg musste die Familie von Stralenheim das Schloss räumen, das als Notunterkunft diente. Seit 1952 befand sich darin ein Predigerseminar der evangelisch-lutherischen Landeskirche Hannovers. 1963 schenkte Baron Henning von Stralenheim das Schloss der Landeskirche. Von 1952 bis 1998 wurde es von der Hannoverschen Landeskirche als Predigerseminar für Pastoren genutzt. 1998 wurden Schloss und Schlosspark für den symbolischen Betrag von fünf DM an das Missionswerk Campus für Christus verkauft. Seit November 2010 betrieb der Verein Christliches Begegnungszentrum Schloss Imbshausen die Anlage. Am 1. November 2012 wurde das  Begegnungszentrum geschlossen, da der Trägerverein die vom Landkreis Northeim geforderten Auflagen zum Brandschutz nicht erfüllen konnte. Im Jahr 2013 erwarb Carl-Christian von Plate Freiherr von Stralenheim als Angehöriger des ursprünglich besitzenden Adelsgeschlechts das Schloss zurück.